# 循環風呂
循環風呂（じゅんかんぶろ）とは、温泉の浴槽への給湯・排水方法の一つで、源泉から自然に湧出または機械的に汲み上げた温泉を浴槽に供給し、浴槽から溢れ出た湯をオーバーフロー槽（ピット）に貯めて循環させ濾過などをし、塩素系の薬剤を混ぜて再び浴槽に戻すこと。掛け流しと対をなす言葉である。一般的に日帰り入浴施設などで採用されている方式である。

## 循環風呂と掛け流しの見分け方
- 施設により形態が異なるため、明確な区分は無いが以下の点で判別できる。
  - 浴槽の底部にある集水溝から常時集水し、また湯の供給量に対し湯が溢れ出ていない場合は原則として循環風呂である。
  - オーバーフローしていても、浴槽全体から無作為にオーバーフローしている場合は原則掛け流しであるが、特定の場所（浴槽の縁の凹部）から溢れ、かつ浴槽の水以外（洗い場の水、雨水、他浴槽の水等）が入り込まない様に集水していれば循環形式の可能性がある。
  - 露天風呂に雨が降らない様に屋根があるケースは、循環形式の可能性が高い。
  - また、塩素系消毒剤が強い場合も循環風呂である。
  - 地域により若干の違いはあるが、循環風呂の場合は浴槽内部より必ずお湯を供給している場合もある。
  - また火山地帯にある一軒宿でも無いにもかかわらず、数多くのホテル旅館が林立する温泉街での100名程度入浴できる様な大きい大浴場も、原則として循環である。

## 循環風呂の利点
- 濾過・循環をする事により、源泉のお湯の節約や下水道料金などの経費節減になる。
  - ただし源泉掛け流しの場合、雨水扱いとなるため下水道料金は発生しない。
- 温泉の枯渇の防止。
- 大人数が入る場合などの衛生管理が保持できる点。

## 循環風呂の欠点
- レジオネラ菌繁殖を抑える為、塩素系の薬剤を投与し残留塩素を一定時間指定値を濾過運転させなければならない。
  - この濾過をするため、温泉の有効成分も損なわれてしまう。
- 塩素系薬剤を使用すると、色素等が無効になるため季節の替わり湯などが行いにくくなる。
  - この塩素系薬剤の匂いで、本来の温泉特有の香りが失われる。